# Болл, Элис
Элис Огаста Болл (англ. Alice Augusta Ball; 24 июля 1892 — 31 декабря 1916) — американская учёная-химик, разработавшая инъекционный масляный экстракт, ставший наиболее эффективным средством для лечения проказы в начале XX века и остававшийся таковым до 1940-х годов. Она стала первой женщиной и первой афроамериканкой, окончившей Гавайский университет со степенью магистра.

## Детство и образование
Элис Огаста Болл родилась 24 июля 1892 года в Сиэтле, штат Вашингтон, в семье Джеймса Пресли и Лоры Луизы (урождённой Ховард) Боллов. Её семья по своему положению находилась между средним и высшим средним классами, поскольку отец Болл был редактором газеты, фотографом и юристом. Её дед, Джеймс Болл старший, был также известным фотографом и одним из первых чернокожих в Соединённых Штатах, изучавшим дагеротипию. Джеймс Болл-старший переехал на Гавайи со своей семьёй в 1903 году, но умер спустя год, в результате чего семья была вынуждена переехать обратно в Сиэтл в 1905 году.
После возвращения в Сиэтл Болл поступила в старшую школу Сиэтла и получила высокие оценки по научным предметам. Окончив это учебное заведение в 1910 году, она поступила в Вашингтонский университет изучать химию. После четырёхлетнего обучения там она получила степень бакалавра в области фармацевтической химии и фармакологии. Она также опубликовала совместно со своим научным руководителем в области фармакологии 10-страничную статью в престижном журнале Американского химического общества под названием «Бензоирование в растворе эфира». После окончания университета Болл предложили стипендии для обучения в Калифорнийском университете в Беркли и Гавайском университете. Болл решила вернуться на Гавайи, чтобы получить степень магистра в области химии. В 1915 году она стала первой афроамериканкой, окончившей со степенью магистра Гавайский университет.

## Исследования
В рамках постдипломной научной карьеры в Гавайском университете Болл исследовала химический состав и действующее вещество растения Piper methysticum (перец опьяняющий) для написания магистерской диссертации. Во время работы над диссертацией доктор Гарри Т. Холманн, фельдшер в больнице Калихи на Гавайях, попросил Болл помочь ему разработать метод, чтобы изолировать активные химические соединения в масле чаульмугры. Масло чаульмугры ранее использовалось для лечения лепры (проказы) с противоречивыми результатами. Большинство пациентов с лепрой не решались в течение длительного времени употреблять это масло, поскольку оно являлось горьким на вкус и, как правило, вызывало расстройство желудка. Болл разработала процесс, позволивший изолировать этиловые эфиры жирных кислот в масле чаульмугры так, чтобы они могли вводиться посредством инъекции, но умерла прежде, чем смогла опубликовать свои результаты. Ещё один химик Гавайского университета, Артур Л. Дин, продолжил её работу и начал производить большие количества инъекций экстракта чаульмугры. В 1918 году гавайский врач сообщил в журнале Journal of the American Medical Association, что в общей сложности 78 пациентов были выписаны из больницы Калихи консилиумом проверки здоровья после лечения их инъекциями. Изолированный этиловый эфир оставался предпочтительным средством для лечения лепры до тех пор, пока в 1940-х годах не были разработаны сульфаниламидные препараты.

## Смерть и наследие
Элис Огаста Болл умерла 31 декабря 1916 года в возрасте 24 лет. Она заболела во время своих исследований и вернулась в Сиэтл для лечения за несколько месяцев до своей смерти. В 1917 году в статье в газете Pacific Commercial Advertiser в качестве причины смерти было предположено возможное отравление хлором, которое могло произойти во время её преподавания. Тем не менее, точная причина её смерти неизвестна, поскольку первоначальное свидетельство о её смерти было изменено, после чего причиной смерти в нём был определён туберкулёз.
Хотя её научная карьера была короткой, Болл был введён новый метод лечения болезни Хансена, который продолжал применяться до 1940-х годов. Гавайский университет не признавал её работы в течение почти девяноста лет. В 2000 году университет, наконец, признал Болл, посвятив ей мемориальную доску на одиноко стоящем университетском дереве чаульмугра в Бахман-Холле. В тот же день бывший губернатор Гавайев, Мази Хироно, объявил 29 февраля «Днём Элис Болл», который в настоящее время отмечается раз в четыре года. Впоследствии Болл была удостоена медали Почёта Советом регентов Гавайского университета в 2007 году.